# Krytyka czystego rozumu
Krytyka czystego rozumu (tytuł oryginału niem. Kritik der reinen Vernunft) – praca Immanuela Kanta, wydana po raz pierwszy w 1781 roku w Rydze (wydanie A), znacznie zmieniona w drugim wydaniu (wydanie B, 1787), uważana za jedną z najważniejszych prac w dziedzinie filozofii.
Obok Krytyki praktycznego rozumu i Krytyki władzy sądzenia tworzy krytyczną filozofię Kanta, w której starał się on badać filozoficzne podstawy poznania. Głównym celem Krytyki czystego rozumu jest odpowiedź na pytanie, czy metafizyka jest możliwa i jakie są granice ludzkiego poznania. W tym celu bada on poszczególne władze poznawcze człowieka. Założenia przedstawione w Krytyce czystego rozumu zostały następnie wyłożone w skróconej i bardziej przystępnej formie w Prolegomenach.
Książka przez dłuższy czas nie była znana poza środowiskami akademickimi, stopniowo jednak zdobywała rozgłos. Stała się jednym z podstawowych dzieł filozofii niemieckiej oraz podstawą rodzącego się wówczas niemieckiego idealizmu filozoficznego, jak i punktem odniesienia dla późniejszych ruchów w ramach filozofii.
Dzieło zostało umieszczone w index librorum prohibitorum dekretem z 1827 roku.
W Polsce ukazały się trzy przekłady Krytyki: Piotra Chmielowskiego (1904), Romana Ingardena (1957) i Mirosława Żelaznego (2013). 